# Sojuz TMA-17

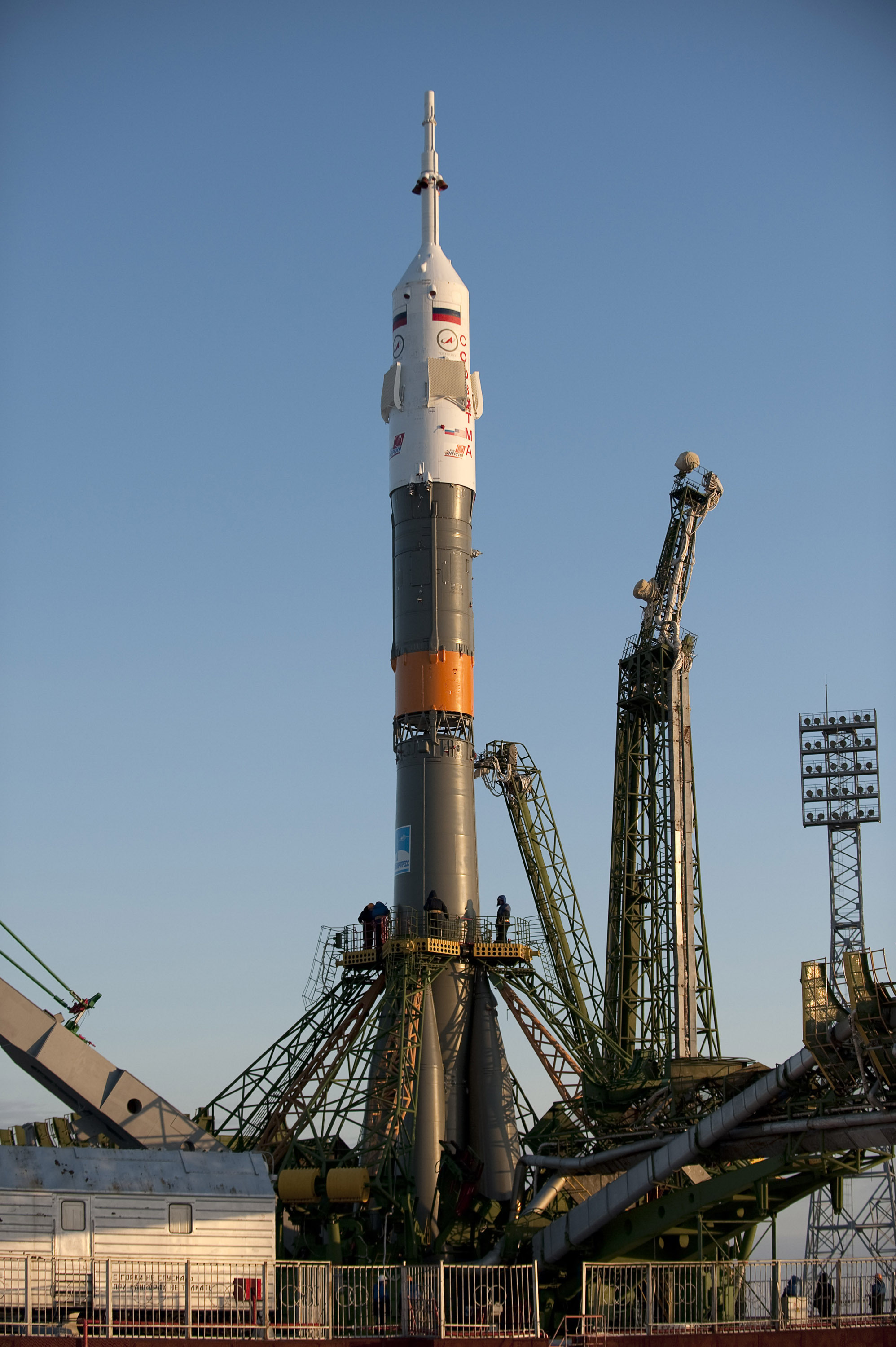
Sojuz TMA-17 na stanowisku startowym

Sojuz TMA-17 – misja Sojuza, który wyniósł na Międzynarodową Stację Kosmiczną (ISS) 22. stałą załogę stacji. Start odbył się 20 grudnia 2009 (21 grudnia według czasu rosyjskiego) z kosmodromu Bajkonur. Lądowanie odbyło się 2 czerwca 2010 r. w Kazachstanie.

## Załoga
- Oleg Kotow (2) – dowódca (Rosja)
- Soichi Noguchi (2) – inżynier pokładowy (Japonia)
- Timothy Creamer (1) – inżynier pokładowy (USA)

## Przebieg lotu
- 18.12.2009 rakieta nośna wraz ze statkiem została umieszczona na wyrzutni LC1 kosmodromu Bajkonur.
- 20.12.2009 o 21:52:00,061 nastąpił start z wyrzutni LC1 kosmodromu Bajkonur. W T+8' 50" statek znalazł się na orbicie.
- 22.12.2009 o 22:48 statek połączył się z ISS.
- 18.03.2010 o 08:03:03 od ISS odłączył się Sojuz TMA-16.
- 24.03.2010 o 09:15 wykonano silnikami Progressa M-04M korektę orbity (t=425", dV=1 m/s, dH=1,7 km).
- 04.04.2010 o 05:24:50 nastąpiło połączenie z Sojuzem TMA-18.
- 07.04.2010 o 07:44:09 nastąpiło połączenie z promem kosmicznym Discovery (misja STS-131).
- 17.04.2010 o 12:52:10 prom Discovery (misja STS-131) odłączył się od ISS.
- 22.04.2010 o 16:32:31 od ISS odłączył się statek transportowy Progress M-03M.
- 23.04.2010 o 20:30:30 wykonano korektę orbity silnikami DPO Progressa M-04M (t=20' 46", dV=3 m/s, dH=5,2 km).
- 01.05.2010 o 18:30:21 nastąpiło połączenie z Progressem M-05M.
- 10.05.2010 o 10:15:31 statek transportowy Progress M-04M odłączył się od ISS.
- 12.05.2010 pomiędzy 13:26:12 a 13:53:09 wykonano relokację statku z modułu Zaria na moduł Zwiezda.
- 16.05.2010 o 14:28 ze stacją połączył się prom Atlantis (STS-132).
- 23.05.2010 o 15:20 od stacji odłączył się prom Atlantis (STS-132).
- 26.05.2010 o 06:25 wykonano korektę orbity silnikami DPO Progressa M-05M (t=593", dV=0,8 m/s, dH=-1,5 km).
- 02.06.2010 o 00:04:00 statek odłączył się od ISS. O 03:24:03 nastąpiło lądowanie w Kazachstanie. Lot trwał 163 dni, 05 godzin, 32 minuty i 32 sekundy.